# میلان بادلی
میلان بادلی (کرواتی: Milan Badelj؛ زادهٔ ۲۵ فوریهٔ ۱۹۸۹) بازیکن فوتبال اهل کرواسی است.
وی برای تیم ملی فوتبال کرواسی ۴۱ بازی انجام داده و ۲ گل به ثمر رسانده‌است. پست تخصصی این بازیکن نیز، هافبک است.